# Drahičyn
Drahičyn (bělorusky Драгічын, rusky Дрогичин, nebo také Дарагічынь, Дарагічын, polsky Drohiczyn) je město v Bělorusku, centrum Drahičynské rajónu v Brestské oblasti. Populace v roce 2015 čítala na 14 800 obyvatel. Nachází se 110 km východně od Brestu a 7 km od železniční stanice Drahičyn (na trati Brest — Homel), na silniční komunikaci ve směru Brest — Pinsk.

## Pojmenování
Podle geografa Vadzima Žučkeviče vzešlo toponymum „Дарагічын“ od jména „Дарог“. Tradiční historická forma názvu zní „Дарагічын“. Současná oficiální forma názvu „Драгічын“ (polsky Drohiczyn) byla utvořena pod vlivem polského jazyka.

## Historie
V písemných pramenech je sídlo poprvé zmiňováno v roce 1452 jako Давячоравічы. V roce 1623 sídlo získalo právo městečka, když bylo součástí Velkoknížectví Litevského. V pramenech z roku 1655 je městečko poprvé nazýváno pod současným jménem Драгічын. V 17. století byly užívány dvě oficiální jména: Драгічын a Давячоравічы.
Podle sčítání lidu z roku 1778 byl Drahičyn považován za město centrem kterého byla obchodní zóna ve tvaru obdélníku s dřevěnou radnicí, na níž byla kovová kopule a znak města, u kterého byl dřevěný hostinec s obchodními řadami a bránou ve tvaru věže. Od náměstí se rozcházely ulice Pěrkovičská, Pinská a Chomská, podél kterých se soustředily budovy (všechny vyrobeny ze dřeva). Součástí města byla i předměstí Zarečka i Starasellje.
V roce 1778 žilo ve městě i s předměstí Zarečka i Starasellje celkem 785 lidí, z nichž bylo 69% křesťanů a 31% Židů. V důsledku třetí rozdělení Polska (1795) bylo město pod správou Ruského impéria. Od roku 1801 a po celou dobu 19. století se město nacházelo v Kobrynském povětu jako součást Hrodenské gubernie. V roce 1849 zde stálo 98 budov. V roce 1886 zde byla postavena železniční stanice. Podle sčítání lidu z roku 1897 zde žilo 2 258 obyvatel, ve městě stálo 280 domů (z toho 140 obydlených), farní škola, dvě veřejné školy a klinika. V roce 1905 žilo ve městě včetně předměstí asi 36 09 obyvatel. Obyvatelé se zabývaly zemědělstvím, obchodem a řemesly.
V předvečer 1. světové války byly v provozu 2 máselnice, závod na čištění křídy, továrna slaměných klobouků (v roce 1914 měla 12 pracovníků, kteří vyrobili zboží v ceně 8 tisíc rublů) a 7 mlýnů, které zaměstnávaly 36 pracovníků.
Od září 1915 do roku 1918 bylo město okupováno vojsky císařského Německa, a v letech 1919—1920 Poláky. V letech 1920—1939 bylo město součástí Polska a Poleského (Brestského) vojvodství s přibližně 4 000 obyvateli. V této době zde bylo 246 budov. V roce 1939 bylo město včleněno do běloruské SSR, kde 15. leden 1940 obdrželo oficiální status sídla městského typu a stalo se centrem rajónu.
Od 25. června 1941 do 17. července 1944 byla oblast pod okupací německých vojsk. Ve městě bylo od července 1941 do 2. listopadu 1942 v provozu ghetto. Z ustanovené „Zvláštní státní komise pro zjištění a vyšetřování trestných činů, které spáchali němečtí fašističtí okupanti“ vyplývá, že bylo během tříleté německé okupace v Drahičyně a okolních městech zabito celkem 4991 lidí, z čehož bylo 3 338 Židů. Číslo obsahuje obyvatele města Drahičyn, uprchlíky a také Židy, kteří byli vysídleni z jiných ghett. Město bylo osvobozeno vojsky 1. Běloruského frontu během Operace Bagration. Dne 10. listopadu 1967 získal Drahičyn statut města.

## Pamětihodnosti
- Kostel (1928)
- Kostel Obětování Páně (1863)

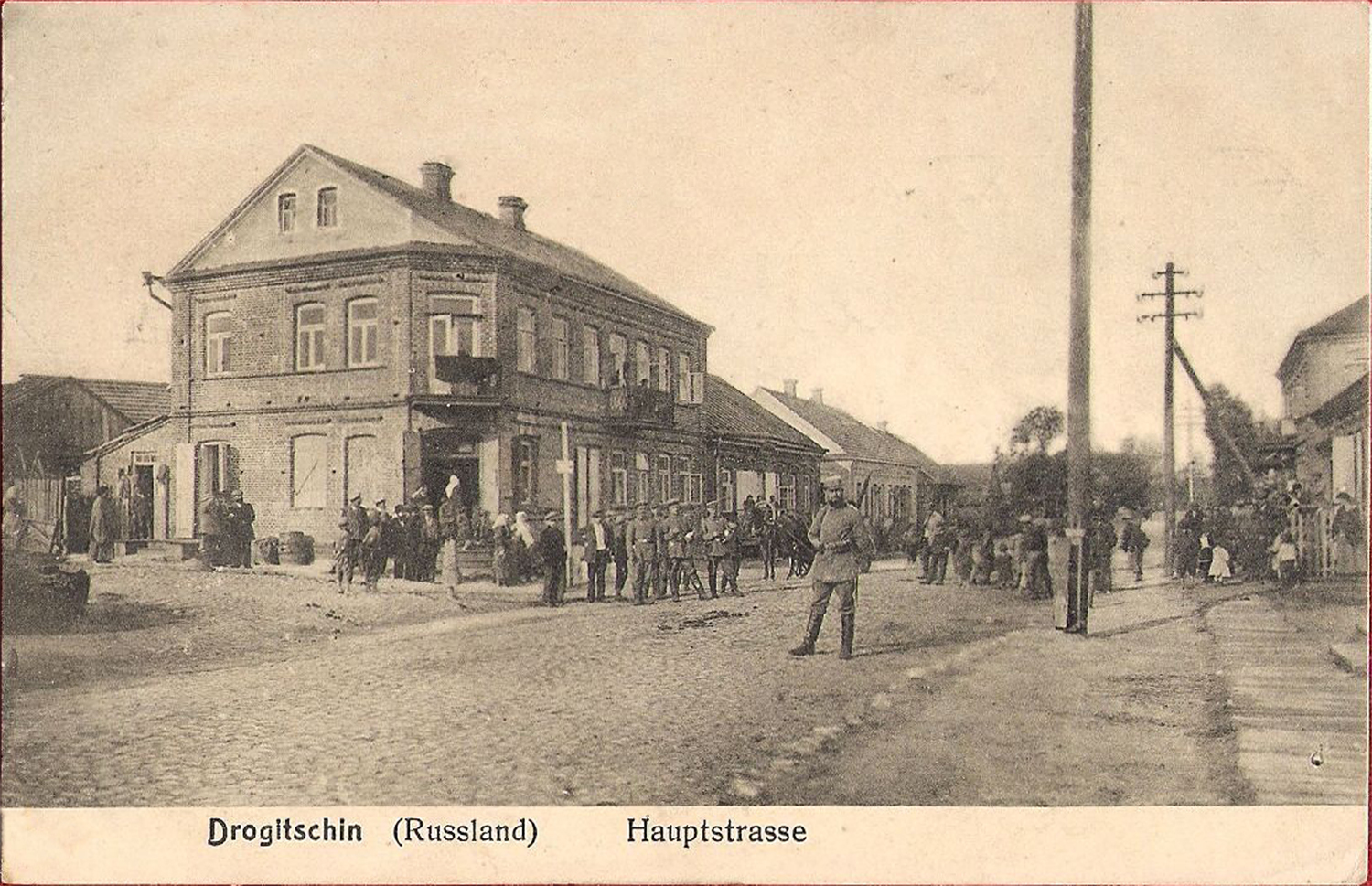
Hlavní ulice (1916)
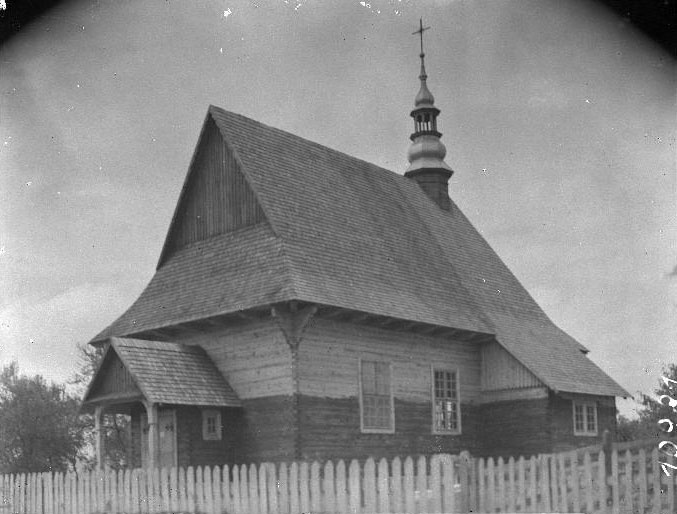
Kostel (1929)
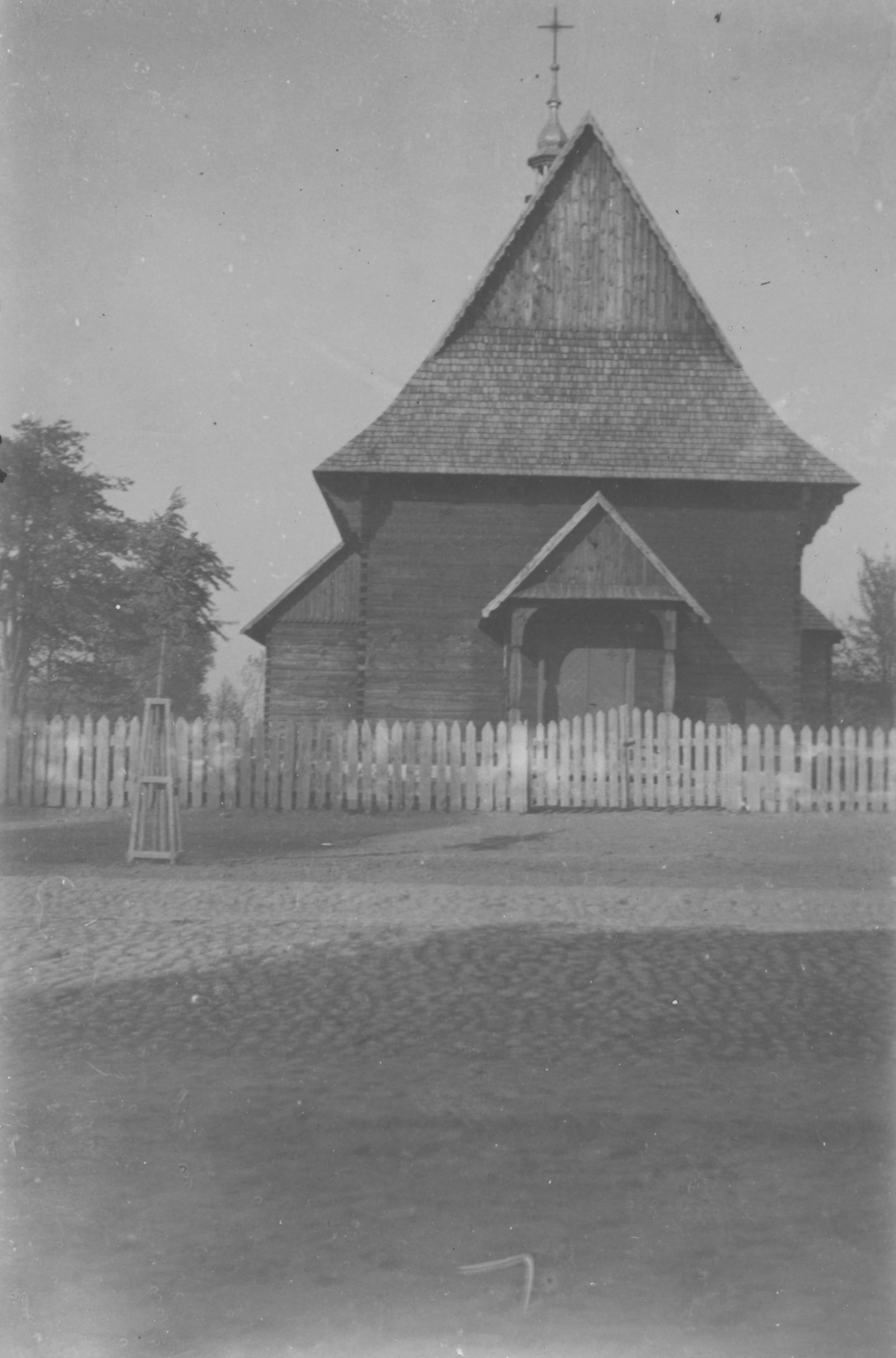
Kostel, hlavní průčelí
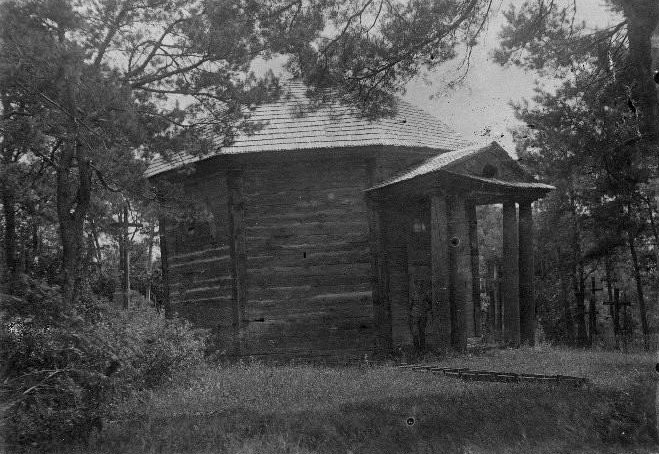
Modlitebna (1915)

## Ekonomika
Seznam průmyslových podniků ve městě Drahičyn:
- ААТ «Драгічынскі трактарарамонтны завод»
- ААТ «Драгічынскі камбікормавы завод»
- УВП «Прэмікс» ААТ «Драгічынскі камбікормавы завод»
- РУП «Экзон»
- РУВП «Экзон-Глюкоза»
- Філія «Каапнарыхтпрам» Драгічынскага раённага спажывецкага таварыства.
- КУП НП «Драгічынскі камбінат побытавага абслугоўваньня»

## Vzdělání, zdravotnictví, kultura, masová média
Ve městě je v provozu gymnázium, 2 střední, hudební, dětsko-mládežnická sportovní škola a 6 školek. Zdravotnické služby zajišťuje nemocnice a klinika. Je zde kino, dům kultury, dům dětí a mládeže, 2 knihovny a centrum mládeže «Спатканьне». Vycházejí rajónní noviny «Драгічынскі веснік».

## Demografie
- 18. století: 1778 — 416 obyv.
- 19. století: 1830 — 341 mužů, z čehož bylo 5 šlechticů, 11 duchovních, 268 židovských měšťanských, 57 křesťanských měšťanů a rolníků; 1849 — 167 obyv.; 1878 — 1 476 obyv. (702 mužů a 774 žen), z čehož bylo 176 křesťanů a 1 300 Židů; 1892 — 3 475 obyv.; 1897 — 2 258 obyv.
- 20. století: 1921 — 1 987 obyv.; 1959 — 3,5 tis. obyv.; 1971 — 7,1 tis. obyv.; 1991 — 14,6 tis. obyv.; 1993 — 15 tis. obyv.
- 21. století: 2006 — 15 obyv.; 2008 — 15 obyv.; 2009 — 14 744 obyv. (podle sčítání lidu); 2015 — 14 800 obyv.

## Významní rodáci
- Izrael Be'eri (1911 Drahičyn — 1972 Izrael) — izraelský rabín

- Uladzimjer Macvjejevič Zdanovič (Уладзімер Мацьвеевіч Здановіч, 1959) — běloruský státník, předseda Stálého výboru Sněmovny reprezentantů Národního shromáždění Běloruské republiky v oblasti vzdělávání, kultury, vědy a vědeckého a technického pokroku

- Hanna Mikalajeŭna Kislicyna (Ганна Мікалаеўна Кісліцына, 1967) — běloruský literární kritik, kandidát filologie (1993), dcera Aly Kanstancinaŭny Kabakovič

- Uladzimir Uladzimiravič Kožuch (Уладзімір Уладзіміравіч Кожух, 1953) — běloruský umělec